# Manuel Landeta
Manuel Landeta  (Mexikóváros, 1958. október 5. –) mexikói színész és énekes.

## Élete és pályafutása
1958. október 5-én született Mexikóvárosban. 
1985-ben feleségül vette Angelina Martít. 1987. július 23-án született meg első fiúk, Imanol, majd 1990-ben a második fiúk, Jordi. Fiai szintén színészek és énekesek.
Karrierjét 1984-ben kezdte a La pasión de Isabela című telenovellában. Számos telenovellában tűnt fel. 2001-ben készített egy albumot Mirame címmel. 2012-ben a Több mint testőrben Bernardo del Castillot alakította.

## Filmográfia
| Év          | Cím                             | Magyar cím                   | Szerep                                  | Magyar hang      |
| ----------- | ------------------------------- | ---------------------------- | --------------------------------------- | ---------------- |
| 1985        | Juana Iris                      |                              | Jaime                                   |                  |
| 1989        | El cristal empañado             |                              | Claudio                                 |                  |
| 1992 - 1993 | Ángeles sin paraíso             |                              | Abelardo Cifuentes                      |                  |
| 1993        | Clarisa                         |                              | Dr. Roberto Arellano / Rolando Arellano |                  |
| 1994 - 1995 | Agujetas de color de rosa       |                              | Arnold                                  |                  |
| 1996        | Sentimientos ajenos             |                              | Miguel Ángel                            |                  |
| 1996        | Morir dos veces                 |                              | Cristóbal Ruiz                          |                  |
| 1998        | Vivo por Elena                  |                              | Hugo                                    |                  |
| 1999        | El niño que vino del mar        |                              | Carlos Criail                           |                  |
| 1999 - 2000 | Tres mujeres                    |                              | Rafael                                  |                  |
| 2000 -2001  | Carita de angel                 |                              | Coronel                                 |                  |
| 2003        | Bajo la misma piel              |                              | Ramiro Morales                          |                  |
| 2003        | Velo de novia                   |                              | Román Ruiz                              |                  |
| 2003        | De pocas, pocas pulgas          |                              | Cobra                                   |                  |
| 2004        | Amy, la niña de la mochila azul |                              | Tritón                                  |                  |
| 2004        | Rubí                            | Rubí, az elbűvölő szörnyeteg | Lucio Montemayor                        | Jakab Csaba      |
| 2005        | Piel de otoño                   |                              | Víctor Gutiérrez                        |                  |
| 2005 -2006  | Barrera de amor                 |                              | Víctor García Betancourt                |                  |
| 2006 - 2007 | La fea más bella                | Lety, a csúnya lány          | Esteban                                 |                  |
| 2007        | Destilando amor                 | Szerelempárlat               | Rosemberg                               |                  |
| 2008        | Fuego en la sangre              |                              | Anselmo Cruz                            |                  |
| 2009        | Verano de amor                  |                              | Marcos Casar                            |                  |
| 2009 - 2010 | Mar de amor                     | A szerelem tengere           | León Parra Ibáñez                       | Jakab Csaba      |
| 2010 - 2011 | Teresa                          | Teresa                       | Rubén Cáceres Muro                      | Tarján Péter     |
| 2012        | Corazón valiente                | Több mint testőr             | Bernardo del Castillo                   | Barbinek Péter   |
| 2013        | Corazón Indomable               | Maricruz                     | Teobaldo                                | Jakab Csaba      |
| 2014        | La Impostora                    | A beépített szépség          | Adriano Ferrer                          | Barbinek Péter   |
| 2015        | Amor de Barrio                  | Paloma                       | Edmundo Vasconselos                     | Jakab Csaba      |
| 2016        | Un camino hacia el destino      | A sors útjai                 | Hernán Sotomayer Landa                  | Galbenisz Tomasz |